# 氣體環

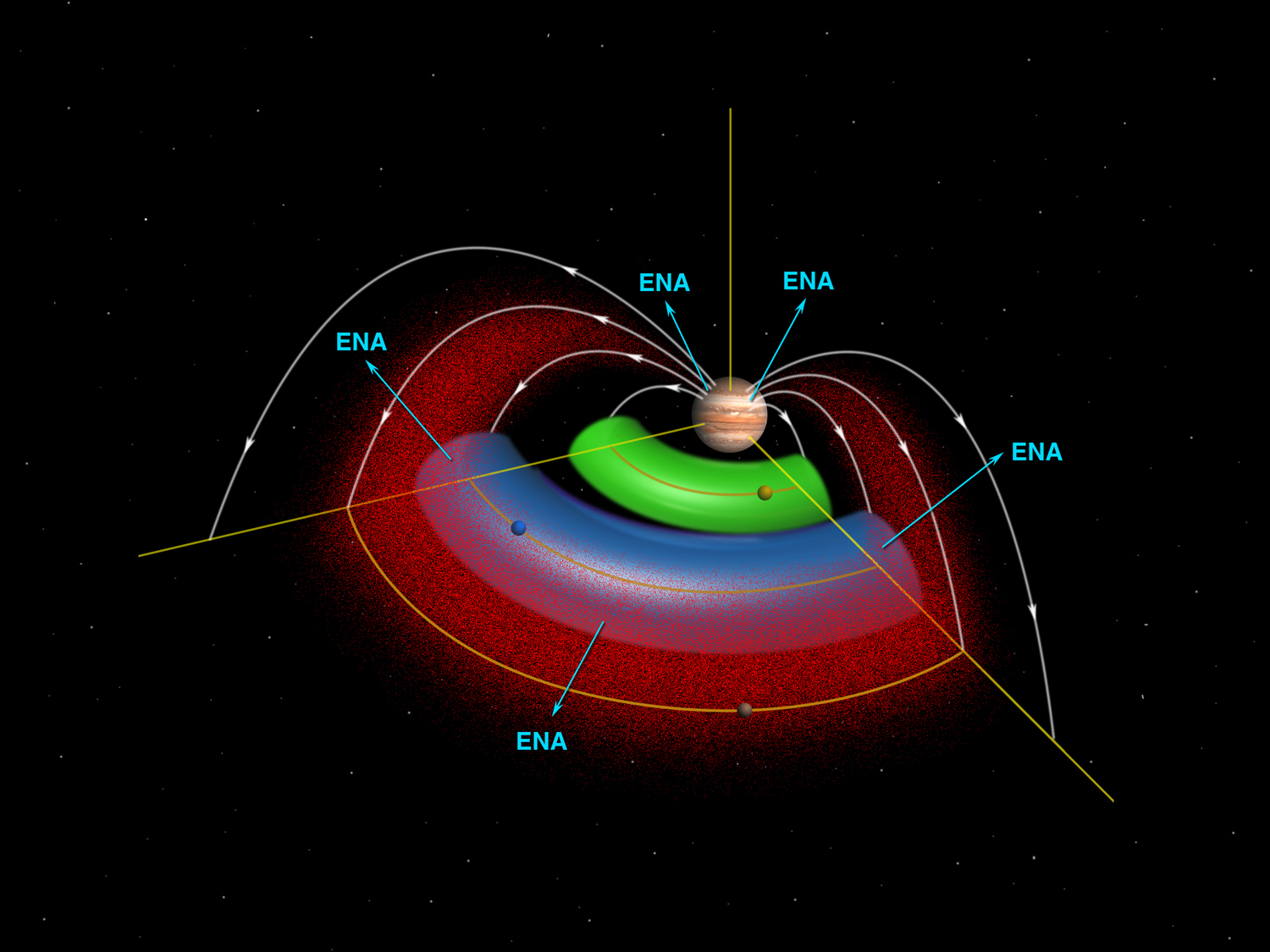
由艾歐（綠色）和歐羅巴（藍色）引起的木星氣體環（gas toruses）。

氣體環是環繞著行星的環形氣體雲或電漿。在地球所在的太陽系，氣體環是因為衛星的大氣層和行星的磁場交互作用形成的。最著名的是艾歐電漿環，它是由木星的火山衛星艾歐從稀薄的大氣層中每秒噴出1噸電離的氧氣和硫造成的。其他的例子包括由土星的衛星恩塞拉都斯造成的氫和氧的巨大中性環，並提出（雖然沒有觀測上的支持）泰坦可以形成氮氣的氣體環。
在科幻小說中引用氣體環最著名的例子是拉瑞·尼文的完整樹（The Integral Trees）和煙圈（The Smoke Ring），其中描述在環繞中子星軌道上的氣體巨星引起的氣體環允許生物（包括人類）生存，但是這樣的情況在真實的世界中是不可能的。